# Вогяни
Вогяни (на македонска литературна норма: Воѓани) е село в централната част на Северна Македония, община Кривогащани.

## География
Селото е равнинно, разположено в областта Пелагония, западно от град Прилеп, на брега на Църна река.

## История
В XIX век Вогяни е неголямо българско село в Османската империя. Според статистиката на Васил Кънчов („Македония. Етнография и статистика“) от 1900 година Вогани е село с Битолска каза със 160 жители, всички българи християни.
На Етнографската карта на Битолския вилает на Картографския институт в София от 1901 година Вогяни е чисто българско село в Битолската каза на Битолския санджак с 12 къщи.
Според Никола Киров („Крушово и борбите му за свобода“) към 1901 година Вогяни има 25 български къщи.
В началото на XX век всички жители на селото са под върховенството на Българската екзархия. По данни на секретаря на екзархията Димитър Мишев („La Macédoine et sa Population Chrétienne“) през 1905 година във Вогяни, посочено като село в Прилепска каза, има 96 българи екзархисти.
При избухването на Балканската война в 1912 година 3 души от Вогяни са доброволци в Македоно-одринското опълчение.
Според преброяването от 2002 година селото има 454 жители, от които:
| Националност     | Всичко |
| северномакедонци | 452    |
| албанци          | 0      |
| турци            | 0      |
| роми             | 0      |
| власи            | 0      |
| сърби            | 1      |
| бошняци          | 0      |
| други            | 1      |

## Личности
Родени във Вогяни
- Ангел Наумчев, участник в Илинденско-Преображенското въстание[7]
- Богоя Ермановски, участник в Илинденско-Преображенското въстание[7]
- Божин Мицев, участник в Илинденско-Преображенското въстание[7]
- Васил Нешков, участник в Илинденско-Преображенското въстание[7]
- Васил Петков, участник в Илинденско-Преображенското въстание[7]
- Кочо Атанасов, участник в Илинденско-Преображенското въстание[7]
- Кръсте Илиев, участник в Илинденско-Преображенското въстание[7]
- Кръсте Спасев, участник в Илинденско-Преображенското въстание[7]
- Неделко Йовев, участник в Илинденско-Преображенското въстание[7]
- Неделко Нешков, участник в Илинденско-Преображенското въстание[7]
- Николе Нешков, участник в Илинденско-Преображенското въстание[8]
- Павле Георев, участник в Илинденско-Преображенското въстание[7]
- Стойче Чалески, участник в Илинденско-Преображенското въстание[7]
- Христо Тасев, участник в Илинденско-Преображенското въстание